# 神體棋
神體棋（Shintai），是Steve Metzger在2009年推出的五子棋變體。

## 棋具
- 十九路圍棋棋具。

## 規則
- 空秤開局，兩方輪流下一子。
- 各方行動一著棋稱為一「手」。手總數為三倍數時不下棋子，改由移動任何一枚己棋到任何空位。
- 組成己棋連五或長連者獲勝[1]。

## 外部連結
- 遊戲介紹 （页面存档备份，存于）